# Mendota Heights, Minnesota
Mendota Heights, Minnesota là một thành phố nằm ở quận thuộc tiểu bang Minnesota, Hoa Kỳ. Thành phố có diện tích km2, dân số theo ước tính năm 2Dakota 008 của Cục điều tra dân số Hoa Kỳ là  người.